# Раштон, Клайв
Клайв Раштон (англ. Clive Rushton; 27 октября 1947, Рочдейл, Большой Манчестер — 12 июня 2017, Бали) — британский пловец и тренер. Участник летних Олимпийских игр 1972 года.

## Биография
Клайв Раштон родился 27 октября 1947 года в британском городе Рочдейл.
Занимался плаванием в одном из старейших в Великобритании клубе Рочдейла.
В 1967 году впервые выступил за сборную Великобритании в матчевой встрече против команды Нидерландов в Блэкпуле.
В 1969 году стал чемпионом Великобритании среди любителей на дистанциях 110 и 220 ярдов на спине.
В 1970 году выступал за сборную Англии на Играх Британского содружества наций в Эдинбурге, где занял 5-е место на дистанции 200 метров на спине и 6-е — на 100-метровке.
В 1972 году вошёл в состав сборной Великобритании на летних Олимпийских играх в Мюнхене. На дистанции 100 метров на спине занял предпоследнее, 7-е место в полуфинале, показав результат 1 минута 1,25 секунды, уступив 1,19 секунды попавшему в финал с 4-го места Юргену Крюгеру из ГДР. Был капитаном сборной Великобритании по плаванию.
Завершил выступления в 25-летнем возрасте, после чего получил специальность учителя физкультуры и стал тренером. Его подопечными были было более 200 пловцов международного уровня. В 1988 году входил в тренерский штаб сборной Великобритании на летних Олимпийских играх в Сеуле. В 1990 году работал в Канаде, затем тренировал в Греции, где в 1996 и 1997 годах был награждён национальной медалью за тренерские достижения. Также работал в Новой Зеландии, Индии и Индонезии.
В последние годы жил на индонезийском острове Бали.
Умер 12 июня 2017 года в провинции Бали от рака.

## Семья
Жена — Мартини Раштон.
Собственные дети: сыновья Том, британский тренер по плаванию, и Эллиот и дочь Ханна. Также имел двух приёмных детей — Зену и Тиа.